# 公認競馬
公認競馬（こうにんけいば）とは20世紀前半の日本において、政府公認の法人が主催した競馬のことをいう。公認競馬は以下の4つに分類することができる。
1. 馬券黙許時代（1906年 - 1908年）に政府公認の社団法人（競馬会）が主催して行われた競馬。
2. 1908年、競馬規程制定により馬券の発売が禁止されて以降、競馬倶楽部が政府の補助金のもとに主催した競馬（補助金競馬）。
3. 1923年、旧競馬法が公布され馬券の発売が解禁されて以降、競馬倶楽部が主催した競馬。
4. 1937年から1948年にかけて行われた、日本競馬会を主催者とする競馬。

太平洋戦争終結後、GHQ経済科学局公正取引課によって日本競馬会が独占禁止法に抵触すると判断され1948年6月に日本競馬会の解散が決定。これをもって公認競馬は終わりを告げ、同年9月より国営競馬に引き継がれた。